# Mesene nepticula
Mesene nepticula är en fjärilsart som beskrevs av Heinrich Benno Möschler 1876. Mesene nepticula ingår i släktet Mesene och familjen Riodinidae. Inga underarter finns listade i Catalogue of Life.